# Makdiops
Makdiops là một chi nhện trong họ Selenopidae.
Makdiops được miêu tả năm 2011 bởi Sarah C. Crews & Harvey.

## CÁc loài
Makdiops gồm các loài:
- Makdiops agumbensis (Tikader, 1969)
- Makdiops mahishasura Crews & Harvey, 2011
- Makdiops montigenus (Simon, 1889)
- Makdiops nilgirensis (Reimoser, 1934)
- Makdiops shiva Crews & Harvey, 2011